# Albert Philipsen
Pour les articles homonymes, voir Philipsen.
Albert Withen Philipsen, né le 3 septembre 2006 à Holte, est un coureur cycliste danois.

## Biographie
Albert Philipsen commence le VTT à l'âge de cinq ans et devient membre du Holte MTB Klub. Il a pour modèles des coureurs capables d'être performants dans plusieurs disciplines du cyclisme et cite Mathieu van der Poel et Tom Pidcock.
Le 14 janvier 2023, alors qu'il découvre la discipline, il devient champion du Danemark de cyclo-cross juniors. À la fin du mois de mai, il est champion du Danemark de cross-country juniors. Sur route, il est en juin champion du Danemark du contre-la-montre juniors puis champion du Danemark sur route juniors. Philipsen est ainsi le champion junior en titre dans quatre disciplines différentes.
En juillet 2023, il participe aux championnats d'Europe de VTT à Anadia. Il y remporte deux titres, le relais mixte et le cross-country juniors. Le 5 août 2023, il remporte à Glasgow le championnat du monde sur route juniors, devenant le plus jeune coureur à avoir gagné cette épreuve. La semaine suivante, présent aux championnats du monde de VTT, il y remporte la médaille de bronze en relais mixte puis devient champion du monde de cross-country juniors. En septembre, il devient champion d'Europe du contre-la-montre juniors.
En décembre 2023, Lidl-Trek annonce l'engagement de Philipsen à partir de 2025 et pour quatre saisons. Le coureur danois participe au stage d'entraînement hivernal de fin d'année 2023 avec cette équipe, est soutenu matériellement par elle en 2024 tout en courant cette année-là au sein de l'équipe junior Tscherning Cycling Academy. En avril 2024, il est quatrième de Paris-Roubaix Juniors, après avoir été rejoint puis dépassé dans les 200 derniers mètres sur le vélodrome. Le mois suivant, il gagne le contre-la-montre et le général de la Course de la Paix juniors.

## Palmarès sur route
- 2023
  -  Champion du monde sur route juniors
  -  Champion d'Europe du contre-la-montre juniors
  -  Champion du Danemark sur route juniors
  -  Champion du Danemark du contre-la-montre juniors
- 2024
  - Course de la Paix juniors : 
    - Classement général
    - 2e étape (contre-la-montre)

  - Tour du Valromey : 
    - Classement général
    - 1re et 3e étapes

  - 6e du championnat du monde du contre-la-montre juniors
- 2025
  - Paris-Roubaix espoirs
  - 3e du Tour de Hongrie
  - 6e d'Eschborn-Francfort

## Palmarès en VTT

### Championnats du monde
- Glentress Forest 2023
  -  Champion du monde de cross-country juniors
  -  Médaillé de bronze du relais mixte
- Pal Arinsal 2024
  -  Champion du monde de cross-country juniors

### Championnats d'Europe
- Anadia 2023
  -  Champion d'Europe de cross-country juniors
  -  Champion d'Europe du relais mixte
- Melgaço 2025
  -  Médaillé d'argent du cross-country espoirs

### Championnats du Danemark
- 2023
  -  Champion du Danemark de cross-country juniors

## Palmarès en cyclo-cross
- 2022-2023
  -  Champion du Danemark de cyclo-cross juniors
  - 8e du championnat du monde de cyclo-cross juniors
- 2023-2024
  -  Champion du Danemark de cyclo-cross juniors
  - 5e du championnat du monde de cyclo-cross juniors